# 大YAMATO零号
大YAMATO零号（だいヤマトぜろごう）は、松本零士原作のOVA作品、および主役の架空の宇宙戦艦の名称。
当初「宇宙戦艦ヤマトシリーズ」の新作として予定されていたが、紆余曲折を経て当該シリーズとは全く無関係の作品として完成したアニメである。

## 発売までの経緯

### 発売まで
「宇宙戦艦ヤマトシリーズ」の新作としてアニメ『新宇宙戦艦ヤマト』が、江守商事（現「サスティナ」）などが出資して設立された製作会社「レイジ・マツモト・アソシエイツ」によって2002年にTV放映および2003年に劇場公開予定作品として企画されていた。なお、当初プロデューサーとして製作に参加していた作家の石川好は、2001年の劇場公開を目指すと述べていた。ささきいさおは新作への出演を打診され、艦長役かシリーズでの持ち役だった斉藤始役の再演が検討されていた。
だが、松本が西崎義展に対して起こした「宇宙戦艦ヤマトシリーズ」の著作権を巡る裁判で、西崎側勝訴の判決が出された。なお、後に控訴審で和解が成立している。
このことにより、『新宇宙戦艦ヤマト』は製作不可能となった。そこで大幅な企画変更を行い「レイジ・マツモト・アソシエイツ」から1999年に商号変更をした「ベンチャーソフト」より、TVシリーズ『大銀河シリーズ 大ヤマト編7vs7（仮題）』として、改めて発表された。
しかし、テレビ放映には至らず、再構成されOVA『大ヤマト零号』として、公式サイト通販限定販売DVD第1巻が、ベンチャーソフトから2004年3月31日に発売された。商品にJANコードやISBNコードは付けられておらず、全10巻の予定としていた。脚本の010 10doは、読み方が一致する大戸天童だと思われる。

### ネット配信・再発売
ベンチャーソフトからは第3巻まで発売。この時期、本作をモチーフとしたパチンコ台のタイアップ機を巡って東北新社から損害賠償請求訴訟を起こされている。ベンチャーソフトは2005年に「アニメーションソフト」と商号変更、翌年に解散している。
2006年、動画配信サイト「あっ!とおどろく放送局」にて第1・2巻分の再編集版動画を配信。ベンチャーソフト版とはオープニング・エンディングや内容が一部異なっていた。
2007年、「株式会社ゴッドシップ」により再編集を受けた第1巻から3巻に加え、制作済みだった第4・5巻を加えたDVD-BOX『大YAMATO零号』を、公式サイト内およびアマゾンの「マーケットプレイス」での通販限定で発売した。2008年10月24日に改めて一般市場向け仕様が発売され、その他のECサイトなどでも購入が可能となった。
その後2010年12月22日より、TSUTAYAやGEOなどの大手レンタルショップでDVDレンタルが開始された。

## ストーリー
宇宙暦3199年、我々の住む太陽系を含むA（アー）銀河は、資源やエネルギーなどを狙う4つの銀河からやって来た4つの敵艦隊の攻撃により壊滅的な被害を受けていた。味方から「ボロブネ」などと嘲られながらもA銀河最後の艦として参戦した〈大YAMATO零号〉は未曾有の危機に立ち向かうこととなる。
Vol.1
A銀河連合本部「エンペラー」から参戦許可を得た大YAMATO零号は、リゲル率いる〈七千艦隊〉の後方支援艦として配備される。七千艦隊は、〈メタノイドラッケン〉と交戦するが、合体して竜となったメタノイドラッケンの反撃で壊滅状態に陥る。
大YAMATO零号は、七千艦隊に対して「ルナ星群」の星「ルナE」へ退避するよう進言。砲撃によって同星群の「ルナG」を破壊してマグマを噴出させ、メタノイドラッケンを誘引し、七千艦隊を危機から救う。ルナGのマグマを食い尽くしたメタノイドラッケンは、そのまま他のエリアへと移動していった。
Vol.2
七千艦隊の残存艦は、移動したメタノイドラッケンを追撃するが、〈影の艦隊〉の奇襲攻撃で大損害を受ける。救助に駆け付けた大YAMATO零号も攻撃を受けるが、科学分析班長イグァが〈影の艦隊〉の移動パターンを解析していった結果、敵が超高速で移動する1隻の艦であることを突き止め、影の艦隊を撃滅する。
しかしその直後、新たな敵〈白亜帝艦〉が太陽系に向かったという情報が、エンペラーにもたらされる。
Vol.3
地球へと侵攻する白亜帝艦に対し、唯一対処できるエリアにいたロボット工作兵艦隊〈ティム艦隊〉が出撃して迎え撃つが、次第に劣勢になっていく。
一方、メタノイドラッケンを追走する大YAMATO零号は、太古の地球人が移住した星「青の地球」が、壊滅しているのを発見する。そこへ、白亜帝艦の地球接近の報が届き、地球が青の地球と同じになることを恐れた乗組員たちが、地球に帰還することを求めて艦内で暴動を起こす。乗組員が葛藤する中、青の地球の戦艦〈マホロバ〉から通信が入る。大YAMATO零号から青の地球の最期を知らされたマホロバは、遠い祖先の星である太陽系地球を守ることを宣言し、「マイナス時空砲」によって白亜帝艦を宇宙の彼方へと追いやって地球を救う。
そして、大YAMATO零号は、再びメタノイドラッケンの追撃を開始する。
Vol.4
2つの脅威を取り去ったA銀河だったが、最初の敵であるメタノイドラッケンはいまだに撃破できず、オーワン率いる七千艦隊も壊滅する。
大YAMATO零号は、メタノイドラッケンが冷温アステロイドのあるエリアを避けていることから、低温が弱点であることを突き止める。さらに、メタノイドラッケンが新たに現れた〈ガイラー要塞〉から逃げるように、冷温アステロイドの星群「レギノス」に向かっていることが発覚。レギノスで待ち構えた大YAMATO零号は、「大ヤマト砲」でレギノスの地表を撃ち抜き、冷温アステロイドの根源であるガスを噴出させて、メタノイドラッケンを撃破する。
Vol.5
メタノイドラッケンを撃破したのも束の間、最後の敵である〈メタノイドインセクター〉が出現し、リゲル率いる七千艦隊に大打撃を与える。大YAMATO零号も突破口を見つけられないうえ、メタノイドラッケンまで新たに3体も出現し、窮地に陥る。しかしそこへ、〈ガイラー要塞〉が現れ、大YAMATO零号と将来戦うことを望み、メタノイドラッケン3体を葬り、去っていく。大YAMATO零号は、残るメタノイドインセクターと交戦を開始。苦戦するも、駆け付けたマホロバと合体し、「大銀河砲」を発射して、メタノイドインセクターを撃破する。
A銀河の危機が去った後、大YAMATO零号は地球へと帰還の途に就く。

## 登場キャラクター
以下の解説はゴッドシップ版（#各巻リストを参照）に準ずる。

### 大YAMATO零号乗組員
オズマ・ソウジ艦長
声 - ささきいさお
大YAMATO零号の艦長。「宇宙戦艦ヤマトシリーズ」での沖田十三に近い容姿の人物。
息子のダイを反異星人グループが起こした抗争で失った過去を持つ。
オキ・シンマ
声 - 浪川大輔
オレンジ色の髪をした若い男性。「宇宙戦艦ヤマトシリーズ」での古代進に近い容姿の人物。
大YAMATO零号の発進後に強引に乗り込んできて、雷撃隊＜風＞に配属される。オフェンスデータではトップに位置し、Vol.4で「大ヤマト砲」の砲手に選ばれる。
かつて轟沈した「しらぬい」の唯一の生存者。エピローグでは、しらぬい轟沈の謎を解明するため、手掛かりとなるガイラー要塞を追って大YAMATO零号を離艦する。
ホンゴウ・ユキ
声 - 皆口裕子
科学分析班に所属する金髪の女性。「宇宙戦艦ヤマトシリーズ」での森雪に近い容姿の人物。
名前は附属池田小事件で犠牲となった女児（生前に松本作品に憧れていた）に由来する。
ムーア・Ｌ・プロスター副艦長
声 - 銀河万丈
赤鼻の大柄な中年男性。艦橋から艦の運用全般を指揮する。
デンゼル・スピアー艦長補佐官
声 - 諸角憲一
常に艦長の傍らに控えている色黒の男性。
イグァ・トシゾウ
声 - 黒田崇矢
科学分析班長兼監視班長。「宇宙戦艦ヤマトシリーズ」での真田志郎に近い容姿の人物。
ロボットとともに暮らす都市「カレルノイド区」出身であり、ロボットとともに生きてきた人物で、Vol.1においてムーアからは「人間嫌いのイグァ」と称されている。
ダイチ・ヒロシ
声 - 野島健児
航海長。「宇宙戦艦ヤマトシリーズ」での島大介に近い容姿の人物。
サカイ
声 - 吉水孝宏
雷撃隊司令。「宇宙戦艦ヤマトシリーズ」での加藤三郎に近い容姿の人物。
白雪（ビャクセツ）
声 - 鈴木麻里子
科学分析班に所属する白髪の女性。イグァと同じくカレルノイドの出身で、彼の補佐的立ち位置にいる。
アポローニア
声 - 朴璐美
雷撃隊＜風＞隊長。青い髪の女性。
タネガシマ
声 - 斎藤志郎
医技研長。「宇宙戦艦ヤマトシリーズ」での佐渡酒造に近い容姿の人物。
グァンガー
声 - 天田益男
機関長。
タイラー
声 - 小林俊夫
五創長。
クゥマ
声 - 宝亀克寿
艦総長。
コーキ
声 - 江川央生
団長、竜騎隊長。温和な表情をした、筋骨隆々の男性。
シン
声 - 不明
雷撃隊＜光＞無人機オペレーター。細身で長身の、ドジョウ髭を生やした老人。
踊るような指先の動きで無人機を自在にコントロールする。
シルフィルド
医技研所属。
イワン
声 - 不明
電撃隊＜風＞隊員。色黒で白髪の女性。
グギ
声 - 不明
砲術オペレーター。バンダナを巻いた金髪の若い男性。
オフェンスデータ上では、オキに次ぐ能力を持つ。
ランボル
声 - 高橋裕吾
羽黒妖（ハグロ・ヨウ）
声 - 渡辺美佐
「青の地球」出身。白亜帝艦とマホロバ・ティム艦隊の戦闘の後、大YAMATO零号に乗り込んでくる。
ティム
声 - 龍田直樹
ティム艦隊の生き残りである黄色いコマンドティム。ハグロと一緒に大YAMATO零号に乗り込んでくる。

### その他のA銀河連合所属のキャラクター
X-1（エックスワン）
声 - 斎藤志郎
Vol.1から登場する。A銀河連合本部「エンペラー」にいる、太陽系エリアの代表者の1人。「大長老」の肩書を持つ。
大量の髪と髭を蓄えた小柄な老人。代表者5名のリーダー的存在。
X-2（エックスツー）
声 - 平野正人
Vol.1から登場する。A銀河連合本部「エンペラー」にいる、太陽系エリアの代表者の1人。「補佐官」の肩書を持つ。
長身の老人。太陽系エリアの代表メンバーを選定する軍師的存在。
X-3（エックススリー）
声 - 三浦祥朗
Vol.1から登場する。A銀河連合本部「エンペラー」にいる、太陽系エリアの代表者の1人。「王族」の肩書を持つ。
若い男性。「人間本来の感情の機微を表現する人物」として代表者に選ばれる。そのため、喜怒哀楽が激しい。
X-4（エックスフォー）
声 - 麻生智久
Vol.1から登場する。A銀河連合本部「エンペラー」にいる、太陽系エリアの代表者の1人。「将軍」の肩書を持つ。
大柄な体格の男性。軍事関連に造詣が深く、太陽系防衛軍の将軍として代表者に選ばれる。
X-5（エックスファイブ）
声 - 森利也
Vol.1から登場する。A銀河連合本部「エンペラー」にいる、太陽系エリアの代表者の1人。「宇宙科学数理分析官」の肩書を持つ。
若い小柄な男性。A銀河連合本部のコンピュータである「ゼロ」のオペレーター。
リゲル司令
声 - 仲木隆司
Vol.1から登場する。七千艦隊司令にして、ユーノス艦艦長。
当初は大YAMATO零号をただの後方支援艦として軽視していたが、メタノイドラッケンとの初戦での采配を見て実力を認める。
リゲル補佐
声 - 岡本寛志
Vol.1から登場する。リゲルの補佐官で、小太りの男性。
オーワン
声 - 不明
Vol.4に登場する。七千艦隊の将軍にして、ジーク艦艦長。メタノイドラッケンとの戦闘で戦死する。
トムトム
声 - 坂口大助
Vol.3に登場する。ティム艦隊の日替わりリーダー。色が白い。劇中登場時にリーダーを務めている。
タンタン
声 - 沼田祐介
Vol.3に登場する。ティム艦隊の日替わりリーダー。色が黒い。
ヒミコ
声 - 町風佳奈
Vol.3から登場する。戦艦マホロバ艦長。声のみで姿は映らない。
オズマ・ダイ
声 - 安西英美
Vol.5の回想シーンに登場する。オズマの息子。故人。
反異星人グループが起こした抗争時に、親友の異星人であるカインを助けようとして流れ弾に当たり、幼くして死亡する。
オズマ・ケイ
声 - 吉川未来
Vol.5の回想シーンに登場する。オズマの娘。

### その他
ザリク聖帝
声 - 置鮎龍太郎
Vol.2のラストとVol.3に登場する。白亜帝艦の指揮官。前髪が矢印状になっている。
ワーゴ副帝
声 - 幸野善之
Vol.2のラストとVol.3に登場する。ザリクの補佐を務める猫背の人物。
帝王ガズーン
声 - 不明
Vol.5に登場する。メタノイドインセクターの指揮官。外骨格のような服をまとった人物。話す際に赤い波動を発している。
ガノン・ガイラー
声 - 楠大典
Vol.5に登場する。7つの銀河を制したと言われる軍神。赤い髪をした男性で、顔からスパークを放っている。
メタノイドラッケン・メタノイドインセクターと対峙する大YAMATO零号の前に現れる。進化し続ける大YAMATO零号と将来真正面から戦う事を望み、メタノイドラッケンを倒した後、立ち去る。
カイン
声 - 不明 / 庄司宇芽香（子供時代）
Vol.5に登場する。ガイラーの副官。フード付きのマントを羽織っており、容姿は不明。
子供時代は地球で暮らしており、オズマの息子であるダイの親友だった。

## 登場勢力・メカ
A銀河連合
大YAMATO零号
全巻に登場する。本作の主役艦で、A銀河連合へ最後に参戦した太陽系地球軍所属の戦艦。乗組員に軍隊経験者が少ないのが特徴で、銀河の移住者や訳ありの者が多く乗り込んでいる。A銀河連合本部エンペラーからは「オンボロ船」と過小評価されていたが、A銀河連合所属の艦隊に関心を示さなかった他の国家代表団は、大いなる可能性を持っているとして期待している。
他のA銀河連合艦船には見られない両側面の翼が特徴。また、艦内は空っぽともいえる程に無数の研究室や格納庫などがあり、運用次第でいくらでも改良が可能な「進化する船」ともいえる。
切り札は両翼に備えられた「大ヤマト砲」（大ヤマト3連砲）と、マホロバと共に撃つ「大銀河砲」。ほかにも主武装として3連装主砲を艦上部と艦底部に備えている。空間トンネルを用いた時空間移動（ワープ）も可能。艦載機は雷撃隊「有人機＜風＞」と「無人機＜光＞」。
戦艦マホロバ
Vol.3から登場する。太陽系地球の遠い祖先の「青の地球」の戦艦。
外観は大YAMATO零号に酷似しているが翼を付けておらず、何よりも艦橋は旧戦艦大和そのものと言っていい。艦首より射程内の戦艦全てを銀河の彼方へと飛ばす「マイナス時空砲」を放つ。また、艦上面だけでなく艦底部にも三連装主砲と副砲を備えている。
「星の防人の船」とも呼ばれ幾多の戦いから青の地球を守り通した無敵の戦艦だったが、太陽系地球へと出航中に青の地球は滅んでしまい、その後大YAMATO零号との恩義により太陽系地球の守護に就く。
ティム艦隊
Vol.3に登場する。ロボット・ティムで編成されるロボット工作兵艦隊。日替わりリーダー「トムトム」と「タンタン」が指揮を執っており、一般兵は主に大型の「モンスターティム」、中型の「コマンドティム」、小型の「プチティム」の3種類で構成されている。リーダーをはじめほぼ全員が陽気な性格で、常に踊っている。
戦闘スタイルは、まず艦隊の「母艦マミー」から、米国車のキャデラックに似た大型の工作兵艦「ロックンロール」が出動。ロックンロールから攻撃目標へ爆撃などを担当しつつ、モンスターティムを核とする小型工作兵艦「プチロール」を発進させ、プチロール搭載の白兵戦・接近戦担当のコマンドティムが工作を開始。更にプチティムが変形合体し、モンスターティムやコマンドティムの武器となる。通常時の戦闘力はあまり高くないが、追い詰められると「マミーマミー」と呼ばれる大元のコンピュータに人格・記憶などのデータをバックアップとして送り、捨て身の反撃に出る。
〈白亜帝艦〉とギリギリ五分の展開を見せていたが、何よりも「決め手が無い」のが致命的である、と地球代表の者は評している。最後はマホロバの「マイナス時空砲」によって白亜帝艦もろとも転送される。
走行艦コシ
Vol.4に登場する。SL型の宇宙艦であり、大YAMATO零号のためにアストロプラス粒子を満載して駆けつける。大YAMATO零号煙突部に走行艦専用ステーションが存在する。
旗艦ユーノス
Vol.1から登場する。A銀河連合所属の期待の星とされている大艦隊「七千艦隊（第3戦隊）」旗艦であると共にリゲル司令の乗艦。全長は予測で1キロメートルを優に凌ぐ巨艦であり、主武装として艦首上部に「次元砲」を4門、3連装主砲を艦上部と艦底部に計6基を装備。シールドも強力なものを装備している。〈メタノイドラッケン〉との戦闘で指揮下の2000隻の内、1900隻近くを失ってしまい、ユーノスも攻撃を受けて中破か大破に近い損害を受ける。特攻を試みるも、大YAMATO零号の機転で撃沈を免れる。その後、残存艦を率いての〈影の艦隊〉との戦闘では、手も足も出ずに全滅させられる。また、最後のメタノイドインセクター戦では、電磁波により七千艦隊の行動が麻痺。大YAMATO零号とマホロバの最後の攻撃を援護するために艦隊全体で身代わりとなる。その後の詳細は不明。
旗艦ジーク
Vol.4に登場する。ユーノスと同じく「七千艦隊」の旗艦でオーワン将軍の乗艦。詳しい戦隊は不明。
ユーノス同様の巨大戦艦。外見はユーノスと全く異なり、塗装はグレーで、砲塔らしき物が見当たらない。主武装は「ジーク砲」である。
メタノイドラッケンとの戦闘で、2つの星の引力で押しつぶして攻撃を掛けるも、返り討ちにあってしまい、砲火にさらされた影響か、太陽と同等またはそれ以上の温度に上昇したメタノイドラッケンの突撃により艦隊は全滅。ジークも超高熱に耐えられずに溶解し、爆沈する。

メタノイドラッケン
全巻に登場する。A銀河に攻め込んで来た4つの勢力の1つで、最初に登場する敵。Vol.4までは、この敵を追跡するのが大筋のストーリーとなっている。略称は「ドラッケン」。マントル源泉を目的としている。
母星のエネルギー摂取のために、他恒星系の太陽を喰らい、その熱エネルギーを内部で瞬時に転送させる。Vol.4では、元々はりゅう座銀河の民で、自銀河がブラックホールの大量発生でマントル源泉を失いつつあるため、他の銀河に侵攻を始めたことが語られている。
通常航行時には、20隻単位に分散して行動。単艦時の攻撃はそれ程でもないが、攻撃を受けると相互で合体し、全長20キロメートルという巨大な宇宙の竜となる。表面に針鼠のごとく無数のビーム砲を搭載している。装甲は強靭な固さを誇り、戦艦の砲撃やミサイルといった実弾も受け付けず、星に挟まれても無傷。さらには、次元砲で頭を吹き飛ばされても、自動的に再生することが可能。素早い動きが可能で、七千艦隊の一部を取り囲んでその体中のビーム砲で一気に殲滅するという戦法を繰り出す。熱には考慮された設計だが、冷気には弱く、Vol.4において、大YAMATO零号の策により冷気惑星で、地殻から噴き上げた冷気ガスを浴びて凍りつけにされ、活動を停止する。
vol.5では、新たに3体のメタノイドラッケンが登場するが、ガイラー要塞によって無力化される。
影の艦隊
Vol.2に登場する。A銀河に攻め込んで来た4つの勢力の1つで、2番目に登場する敵。動力エンジンのエネルギー源を目的としている。
まったく姿が掴めずに奇襲されるため、「影の艦隊」と呼称される。劇中では、七千艦隊の残存100隻をものの数秒で壊滅させている。その正体は艦隊ではなく1隻の艦であり、スローモーションでも捉えられないような驚異的スピードをもって、至近距離で敵艦を撃破する。エンジン音に反応する艦であるらしく、大YAMATO零号との戦闘では、その移動パターンを逆手に取られ、足を封じ込められて砲撃により撃沈される。
白亜帝艦
Vol.2のラストとVol.3に登場する。A銀河に攻め込んで来た4つの勢力の1つで、3番目に登場する敵。大気を目的としている。
ザリク聖帝が乗る、超大型宇宙母艦。クラゲの様な外見をしている艦で、傘部分に大型の主砲「三連ビーム」を備える。地球の大気を奪うために太陽系へ襲来し、ティム艦隊と交戦する。雑魚扱いしたティム艦隊に意外な反撃を受け、さらにはマホロバによる「マイナス時空砲」によって、全く別の宙域へと飛ばされる。なお、陸戦隊として「白亜の騎士」が編成されており、内部へ突入してきたティム達を撃退している。
4つの勢力の中で唯一大YAMATO零号と交戦していない。
メタノイドインセクター
Vol.4のラストとVol.5に登場する。A銀河に攻め込んで来た4つの勢力の1つで、最後に登場する敵。コスモメタルを目的としている。
昆虫系統の宇宙人。その母艦は巨大な昆虫を模した形状をしている。武装は、巨大なビーム砲1門。母艦は次元を自由に行き来しているために、砲撃がまったく命中しない。強力な電磁波によって敵の動きを封じ込め、艦首のビームで撃破するか、「黒のコマンダー」と呼ばれる人型をした不気味な無数の兵士（コマンダー）たちが飛び立ち、宇宙艦に張り付いて装甲のコスモメタルを捕食する戦法を得意とする。最後は大YAMATO零号とマホロバの合体砲撃で、通常空間に留まる唯一の瞬間に発進口を狙われて爆沈する。
ガイラー要塞
7つの銀河を制したと言われる“総統ガイラー”が乗る、超巨大要塞。劇中では、A銀河が苦戦したメタノイドラッケンを3体まとめて特殊な光線で腐食させて破壊し、その戦闘力の高さを見せつけている。進化する大YAMATO零号と真正面から戦う事を望み、しばらくの間は銀河から立ち去る。

## 登場天体
エンペラー
A銀河連合本部。Vol.3において「A銀河すべての情報基地」と解説されている。A銀河最高クラスのコンピュータ群「ゼロ」を擁する。
外観はスパークを放つ紺色の球体であり、内部に各エリアからの代表者たちがグループごとに分かれて入っているジェム（球体状のカプセル）が多数浮かんでいる。
太陽系地球
A銀河連合に所属する星。Vol.1序盤劇中において「弱小」と言われている。
国籍や人種といった枠組みが撤廃され、自然や宇宙人、ロボットなど、異なる存在との共生を掲げている。地表の自然をそのままにして残し、人類は地下都市で生活するようになっている。
都市は全部で6つあり、文明の都市「メトロネーション区」、ロボットとともに暮らす都市「カレルノイド区」、地表の自然を再現した都市「パラディソ区」などがある。
Vol.3において、白亜帝艦に狙われるが、ティム艦隊とマホロバによって救われる。
青の地球
Vol.3に登場する。太古の太陽系地球の人類が、宇宙に旅立った末に発見したという伝説がある星。太陽系地球から3万光年離れたところにある。
メタノイドラッケンやメタノイドインセクターの襲来によって危機に陥り、大昔に青の地球から太陽系地球へと運び去られた自然の一部を分けてもらうため、戦艦マホロバを太陽系へ派遣する。しかし、マホロバが地球に到着したのと同じ頃にメタノイドラッケンの襲撃によって壊滅する。
ルナ星群
Vol.1に登場する。熱を持たない恒星群で、メタノイドラッケンとの戦闘における退避拠点として大YAMATO零号が七千艦隊に提言する。
シールド基地がある「ルナE」や、薄い地表の下にマグマを蓄えている「ルナG」などがある。
ラーリック星 / ローリック星
Vol.4に登場する。ゴス星群にある2つの星。ゴス星群の引力によって、一定周期で付着と乖離を繰り返している。
オーワン率いる七千艦隊が、付近にあるマントル活動が活発な星を囮にして、メタノイドラッケンを誘い出し、ラーリック星とローリック星で挟んで押しつぶそうとするが、失敗する。
レギノス
Vol.4に登場する。冷温アステロイドの星群。地殻に冷温アステロイドの宿主原子であるフラクホルンガスのガス層がある。
メタノイドラッケンが通過する際に、大YAMATO零号の「大ヤマト砲」によって地層を撃ち抜かれてガスを噴出させられ、メタノイドラッケンの活動を停止させる。

## スタッフ
- 原作・総設定・デザイン：松本零士
- 監督：勝間田具治
- 製作：村上憲治（ベンチャーソフト版＝江守清隆、岡澤嵩行）
- 音楽：宮川泰、後藤次利
- 音楽監督（ベンチャーソフト版＝音響監督）：本田保則
- 脚本：010 10do
- 企画：山本達夫、イマージュ、マトリス（ベンチャーソフト版＝荒井靖）
- 制作プロデューサー：藤田勝己
- 制作：山本孝二、高島まゆみ（ベンチャーソフト版＝JCF）
- プロデューサー：金森孝裕、芳賀正光
- 製作総指揮：大戸天童（ベンチャーソフト版のみ）

## 音楽
劇中音楽には、後藤次利作曲による楽曲のほか、2000年に先述の『新宇宙戦艦ヤマト』のイメージアルバムとして日本コロムビアより発売された『ETERNAL EDITION File No.0 交響組曲 新宇宙戦艦ヤマト』(COCX-31082) から、宮川泰作曲の「ファイナルヤマト・斗い」と「移動性ブラックホールの驚異」がそれぞれ本作オープニングや大YAMATO零号のテーマ、メタノイドラッケン登場時のBGMとして流用されている。なお、このうち「ファイナルヤマト・斗い」は、元々1983年に『宇宙戦艦ヤマト 完結編』の公開に先駆けて発売された同作の音楽集に収録されていた楽曲であり、それに再編曲を施し新録を行ったものである。

## 各巻リスト
ストーリーや映像は、一部再編集された部分を除き、ベンチャーソフト版とゴッドシップ版とで同一である。ただし、キャラクターの位置付けなどの設定が一部変更され、そのため一部のセリフなども変更されている。
ベンチャーソフト版（『大ヤマト零号』）
サブタイトルはパッケージ表示による。Vol.4以降は未発売。
- Vol.1 発進編 7つの大星団、A銀河の餓えた龍メタノイドラッケン! ［七千艦隊VSメタノイドラッケン］
- Vol.2 哨戒編 見えない敵、影の艦隊! ［大ヤマト零号VS影の艦隊］
- Vol.3 青嵐編 地球を襲う白亜帝艦!最強の味方艦隊現る! ［ティム艦隊VS白亜帝艦］

ゴッドシップ版
サブタイトルは無くいずれもVol.表示のみ。
- Vol.1
- Vol.2
- Vol.3
- Vol.4
- Vol.5